# Altica inconspicua
Altica inconspicua là một loài bọ cánh cứng trong họ Chrysomelidae. Loài này được Kral miêu tả khoa học năm 1966.